# Propan-2-ol
Alcohol isopropylic (tên IUPAC propan-2-ol; thường được gọi là isopropanol hoặc 2-propanol) là một hợp chất có công thức hóa học CH3CHOHCH3. Nó là một hợp chất hóa học không màu, dễ cháy với mùi mạnh. Là một hợp chất trong đó nhóm isopropyl được liên kết với một nhóm hydroxyl, đây là ví dụ đơn giản nhất của rượu bậc hai, trong đó nguyên tử carbon liên kết với nhóm -OH của rượu được gắn với hai nguyên tử carbon khác. Nó là một đồng phân cấu trúc của 1-propanol và ethyl methyl ether.
Nó được sử dụng trong sản xuất nhiều loại hóa chất công nghiệp và gia dụng, và là thành phần phổ biến trong các hóa chất như thuốc tẩy trùng, khử trùng và chất tẩy rửa.

## Tên
Alcohol isopropylic còn được gọi là 2-propanol, rượu sec -propyl, IPA hoặc isopropanol. IUPAC coi isopropanol là một tên không chính xác vì hydrocarbon isopropane không tồn tại.

## Tính chất
Alcohol isopropylic có thể trộn lẫn trong nước, ethanol, ether và chloroform. Nó hòa tan ethyl cellulose, polyvinyl butyral, nhiều loại dầu, alkaloids, nước và nhựa tự nhiên. Không giống như ethanol hoặc metanol, Alcohol isopropylic không thể trộn với dung dịch muối và có thể được tách ra khỏi dung dịch nước bằng cách thêm một loại muối như natri chloride. Quá trình này được gọi là muối thông thường, và làm cho Alcohol isopropylic đậm đặc tách thành một lớp riêng biệt.
Alcohol isopropylic tạo thành một azeotrope với nước, cho điểm sôi 80,37 °C (176,67 °F)     và một chế phẩm của Alcohol isopropylic 87,7 wt% (91 vol%). Hỗn hợp rượu-isopropyl nước có điểm nóng chảy trầm cảm. Nó có vị hơi đắng, và không an toàn để uống.
Alcohol isopropylic ngày càng nhớt khi nhiệt độ giảm và đóng băng ở mức −89 °C (−128 °F).
Alcohol isopropylic có độ hấp thụ tối đa ở 205   bước sóng trong phổ cực tím nhìn thấy được.

## Phản ứng
Alcohol isopropylic có thể bị oxy hóa thành acetone, đó là ketone tương ứng. Điều này có thể đạt được bằng cách sử dụng các tác nhân oxy hóa như axit cromic hoặc bằng cách khử hydro của Alcohol isopropylic qua chất xúc tác đồng nóng:
(CH 3) 2 CHOH → (CH 3) 2 CO + H2
Alcohol isopropylic thường được sử dụng làm nguồn dung môi và hydride trong quá trình khử Meerwein-Ponndorf-Verley và các phản ứng hydro hóa chuyển khác. Alcohol isopropylic có thể được chuyển đổi thành 2-bromopropane bằng cách sử dụng phosphor tribromua, hoặc khử nước thành propene bằng cách đun nóng với axit sulfuric.
Giống như hầu hết các rượu, Alcohol isopropylic phản ứng với các kim loại hoạt động như kali để tạo thành các alkoxit có thể được gọi là isopropoxit. Phản ứng với nhôm (được bắt đầu bởi một dấu vết của thủy ngân) được sử dụng để điều chế chất xúc tác nhôm isopropoxit.

## Lịch sử
Năm 1920, Standard Oil lần đầu tiên sản xuất Alcohol isopropylic bằng cách hydrat propene. Sử dụng chính của nó vào thời điểm đó đã không được cọ xát rượu nhưng đối với quá trình oxy hóa để acetone, mà đầu tiên chính là sử dụng trong Thế chiến thứ nhất cho việc chuẩn bị chất nổ không khói, một chất đẩy không khói, nổ thấp.

## Sản xuất
Năm 1994, 1,5 triệu tấn Alcohol isopropylic được sản xuất tại Hoa Kỳ, Châu Âu và Nhật Bản. Nó chủ yếu được sản xuất bằng cách kết hợp nước và propene trong phản ứng hydrat hóa hoặc bằng cách hydro hóa acetone. Có hai con đường cho quá trình hydrat hóa và cả hai quá trình đều yêu cầu Alcohol isopropylic được tách ra khỏi nước và các sản phẩm phụ khác bằng cách chưng cất. Rượu và nước isopropyl tạo thành azeotrope và chưng cất đơn giản cho ra một loại nguyên liệu là 87,9% trọng lượng của Alcohol isopropylic và 12,1% theo trọng lượng nước. Alcohol isopropylic tinh khiết (khan) được tạo ra bằng cách chưng cất azeotropic của Alcohol isopropylic ướt bằng cách sử dụng diisopropyl ether hoặc cyclohexane làm tác nhân azeotroping.

### Hydrat hóa gián tiếp
Hydrat hóa gián tiếp phản ứng propene với axit sulfuric để tạo thành một hỗn hợp các este sunfat. Quá trình này có thể sử dụng propene chất lượng thấp và chiếm ưu thế tại Hoa Kỳ. Các quy trình này cung cấp chủ yếu Alcohol isopropylic thay vì 1-propanol, vì thêm nước hoặc axit sulfuric vào propene tuân theo quy tắc của Markovnikov. Sau đó thủy phân các este này bằng hơi nước tạo ra Alcohol isopropylic, bằng cách chưng cất. Diisopropyl ether là sản phẩm phụ đáng kể của quá trình này; nó được tái chế trở lại quy trình và thủy phân để cho ra sản phẩm mong muốn.

### Hydrat hóa trực tiếp
Hydrat hóa trực tiếp phản ứng propene và nước, ở pha khí hoặc pha lỏng, ở áp suất cao với sự có mặt của chất xúc tác rắn hoặc axit được hỗ trợ. Loại quy trình này thường đòi hỏi propylene có độ tinh khiết cao hơn (> 90%). Hydrat hóa trực tiếp được sử dụng phổ biến hơn ở châu Âu.

### Hydro hóa acetone
Acetone thô được hydro hóa trong pha lỏng trên niken Raney hoặc hỗn hợp đồng và oxit crom để tạo ra Alcohol isopropylic. Quá trình này rất hữu ích, khi nó được kết hợp với sản xuất acetone dư thừa, chẳng hạn như quá trình cumene.

## Công dụng

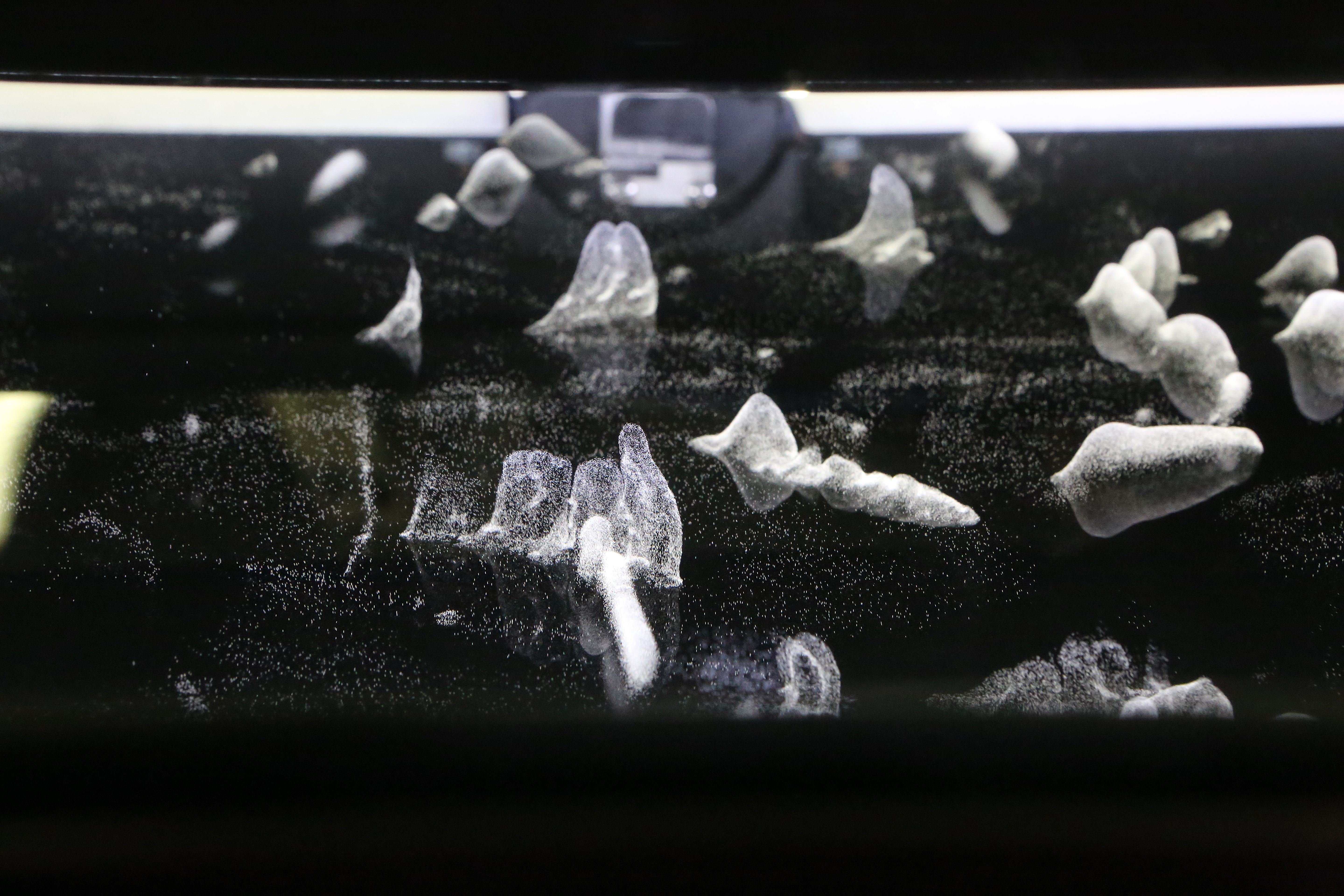
Một trong những sử dụng quy mô nhỏ của isopropanol là trong các buồng mây. Isopropanol có các tính chất vật lý và hóa học lý tưởng để tạo thành một lớp hơi siêu bão hòa có thể bị ngưng tụ bởi các hạt phóng xạ

Năm 1990, 45.000 tấn Alcohol isopropylic đã được sử dụng ở Hoa Kỳ, chủ yếu là dung môi cho lớp phủ hoặc cho các quy trình công nghiệp. Trong năm đó, 5400 tấn đã được sử dụng cho mục đích gia đình và trong các sản phẩm chăm sóc cá nhân. Alcohol isopropylic đặc biệt phổ biến cho các ứng dụng dược phẩm, do độc tính thấp. Một số Alcohol isopropylic được sử dụng làm chất trung gian hóa học. Alcohol isopropylic có thể được chuyển đổi thành acetone, nhưng quá trình cumene có ý nghĩa hơn. Nó cũng được sử dụng làm phụ gia xăng.

### Dung môi
Alcohol isopropylic hòa tan một loạt các hợp chất không phân cực. Nó cũng bay hơi nhanh chóng, để lại dấu vết dầu gần như bằng không, so với ethanol và tương đối không độc hại, so với các dung môi thay thế. Vì vậy, nó được sử dụng rộng rãi như một dung môi và làm chất lỏng làm sạch, đặc biệt là cho các loại dầu hòa tan. Cùng với ethanol, n-butanol và metanol, nó thuộc nhóm dung môi rượu, khoảng 6,4 triệu tấn được sử dụng trên toàn thế giới vào năm 2011 
Alcohol isopropylic thường được sử dụng để làm sạch kính mắt, tiếp xúc điện, đầu băng âm thanh hoặc video, DVD và các ống kính đĩa quang khác, loại bỏ dán nhiệt từ tản nhiệt trên CPU và các gói IC khác, v.v.

### Trung gian
Alcohol isopropylic được ester hóa để cung cấp isopropyl axetat, một dung môi khác. Nó phản ứng với carbon disulfide và natri hydroxide để cung cấp natri isopropylxanthate, một loại thuốc diệt cỏ và thuốc thử tuyển nổi quặng. Alcohol isopropylic phản ứng với titan tetrachloride và kim loại nhôm để tạo ra isopropoxit titan và nhôm, tương ứng, trước đây là chất xúc tác và sau là thuốc thử hóa học. Hợp chất này có thể tự phục vụ như một thuốc thử hóa học, bằng cách hoạt động như một nhà tài trợ dihydrogen trong quá trình hydro hóa chuyển.

### Y khoa
Chà xát cồn, chất khử trùng tay và miếng khử trùng thường chứa dung dịch Alcohol isopropylic hoặc ethanol 60% 70% trong nước. Nước là cần thiết để mở lỗ màng tế bào của vi khuẩn, hoạt động như một cửa ngõ cho Alcohol isopropylic. Dung dịch 75% v / v trong nước có thể được sử dụng làm chất khử trùng tay. Alcohol isopropylic được sử dụng như một chất hỗ trợ làm khô nước để ngăn ngừa viêm tai ngoài externa, còn được gọi là tai của người bơi lội.

#### Sử dụng sớm như một thuốc gây mê
Mặc dù Alcohol isopropylic có thể được sử dụng để gây mê, nhưng nhiều thuộc tính hoặc nhược điểm tiêu cực của nó cấm sử dụng này. Alcohol isopropylic cũng có thể được sử dụng tương tự như ether làm dung môi  hoặc làm thuốc gây mê bằng cách hít khói hoặc đường uống. Sử dụng sớm bao gồm sử dụng dung môi làm thuốc gây mê chung cho động vật có vú nhỏ  và loài gặm nhấm của các nhà khoa học và một số bác sĩ thú y. Tuy nhiên, nó đã sớm được ngưng lại, vì nhiều biến chứng phát sinh, bao gồm kích thích hô hấp, chảy máu trong và các vấn đề về thị giác và thính giác. Trong một số ít trường hợp, suy hô hấp dẫn đến tử vong ở động vật đã được quan sát.

### Ô tô
Alcohol isopropylic là thành phần chính trong phụ gia nhiên liệu "máy sấy khí". Với số lượng đáng kể, nước là một vấn đề trong các thùng nhiên liệu, vì nó tách ra khỏi xăng và có thể đóng băng trong các đường cung cấp ở nhiệt độ thấp. Rượu không loại bỏ nước từ xăng, nhưng cồn sẽ hòa tan nước trong xăng. Sau khi hòa tan, nước không gây ra rủi ro như nước không hòa tan, vì nó không còn tích lũy trong các đường cung cấp và đóng băng, mà được tiêu thụ với chính nhiên liệu. Alcohol isopropylic thường được bán trong các bình xịt dưới dạng kính chắn gió hoặc chất khử mùi khóa cửa. Alcohol isopropylic cũng được sử dụng để loại bỏ dấu vết dầu phanh khỏi hệ thống phanh thủy lực, do đó dầu phanh (thường là DOT 3, DOT 4 hoặc dầu khoáng) không làm nhiễm bẩn má phanh và khiến phanh kém. Hỗn hợp Alcohol isopropylic và nước cũng thường được sử dụng trong dung dịch gạt nước kính chắn gió tự chế.

### Phòng thí nghiệm
Là một chất bảo quản mẫu sinh học, Alcohol isopropylic cung cấp một chất thay thế tương đối không độc hại đối với formaldehyd và các chất bảo quản tổng hợp khác. Dung dịch Alcohol isopropylic 70 709999% được sử dụng để bảo quản mẫu vật.
Alcohol isopropylic thường được sử dụng trong chiết xuất DNA. Một nhân viên phòng thí nghiệm thêm nó vào dung dịch DNA để kết tủa DNA, sau đó tạo thành một viên sau khi ly tâm. Điều này là có thể bởi vì DNA không hòa tan trong Alcohol isopropylic.

## An toàn
Hơi Alcohol isopropylic đậm đặc hơn không khí và dễ cháy, với phạm vi bắt lửa từ 2 đến 12,7% trong không khí. Nó nên được cất giữa ở nơi tránh xa nguồn nhiệt hoặc ngọn lửa. Chưng cất Alcohol isopropylic trên magiê đã được báo cáo là có thể tạo thành peroxide, có thể phát nổ khi bị khô cạn. Alcohol isopropylic là một chất gây kích ứng da. Đeo găng tay bảo vệ được khuyến khích khi sử dụng Alcohol isopropylic.

## Độc tính
Alcohol isopropylic và chất chuyển hóa của nó, acetone, đóng vai trò như chất ức chế hệ thống thần kinh trung ương (CNS). Ngộ độc có thể xảy ra do ăn, hít hoặc hấp thụ da. Các triệu chứng ngộ độc Alcohol isopropylic bao gồm đỏ bừng mặt, nhức đầu, chóng mặt, trầm cảm thần kinh trung ương, buồn nôn, nôn, gây mê, hạ thân nhiệt, huyết áp thấp, sốc, suy hô hấp và hôn mê. Quá liều có thể gây ra mùi trái cây trên hơi thở do quá trình chuyển hóa thành acetone. Alcohol isopropylic không gây ra nhiễm toan khoảng trống anion nhưng nó tạo ra khoảng cách thẩm thấu giữa độ thẩm thấu tính toán và đo được của huyết thanh, cũng như các rượu khác.
Alcohol isopropylic được oxy hóa để tạo thành acetone bởi những enzym dehydrogenase rượu trong gan, và có thời gian bán hủy sinh học ở người trong khoảng từ 2,5 đến 8,0 giờ. Không giống như ngộ độc methanol hoặc ethylene glycol, các chất chuyển hóa của Alcohol isopropylic ít độc hơn và điều trị chủ yếu là hỗ trợ. Hơn nữa, không có chỉ định cho việc sử dụng fomepizole, một chất ức chế các emzym dehydrogenase rượu, trừ khi nghi ngờ bệnh nhân đã sử dụng đồng thời Alcohol isopropylic với methanol hoặc ethylene glycol.